# Василь Лімниченко
о. Василь Лімниченко (справжнє ім'я Мельник Василь Іванович; 31 грудня 1899, хутір поблизу Небилова Калуського повіту (нині Рожнятівського району Івано-Франківської області — 8 березня 1949, Мюнхен) — український священник (УГКЦ), громадський діяч, письменник, публіцист, перекладач.

## Життєпис

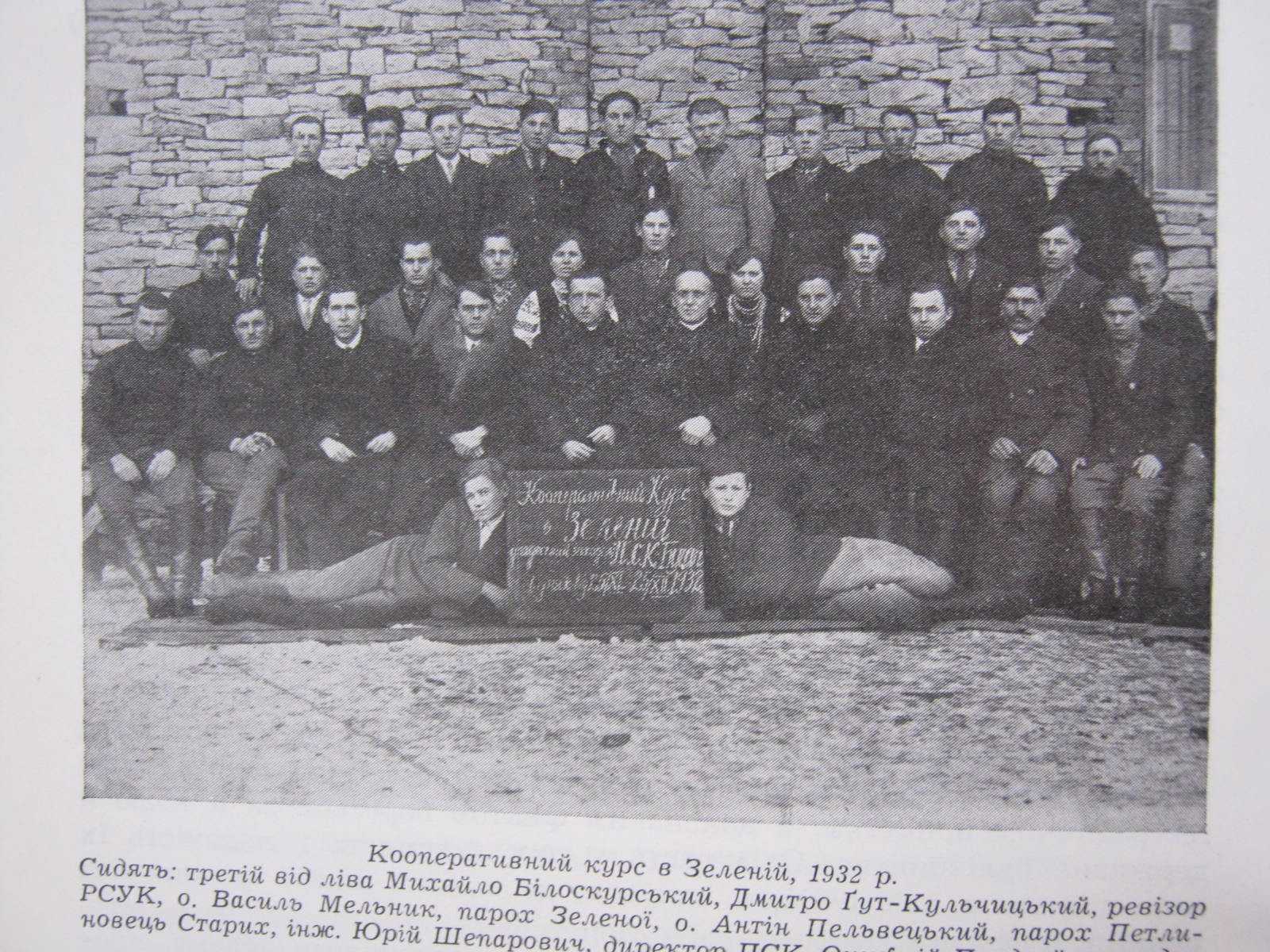
О. В. Лімниченко, Ю.Шепарович серед слухачів кооперативного курсу. Зелена, грудень 1932 р.

Після закінчення народної школи навчався у Львівській академічній гімназії, потім у греко-католицькій семінарії (м. Львів). Закінчив теологічний факультет Львівського університету, висвячений 1923 року. Діяч католицького товариства письменників «Лоґос» у Львові.
Працював священником (УГКЦ) у Зарваниці (1923—1926 роки), Звенигороді Бучацького повіту (1927—1944 роки). У 1925 році організував молочарський відділ при споживчій кооперативі у селі Зелена Бучацького повіту. Пізніше був головою надзірної (спостережної) ради Бучацької повітової філії централі «Маслосоюз». До 1935 року був головою Бучацької повітової філії українського товариства «Просвіта».
У 1944 році із родиною емігрував на Захід. Перебував у Словаччині, працював у Ліберцях (1945—1946 роки). Потім переїхав до Мюнхена (1946—1949 роки), був проповідником, радником о. М. Вояковського. Помер 8 березня 1949 року, похований у Мюнхені.

## Творчість
Автор поетичних збірок «З війни» (1920), «Хуртовина» (1921), «Клонюсь» (1926), «Дзвонять дзвони» (1933 р.; усі видані у Львові); повісті «Верховина» (1938), драми «Убите щастя» (1938), філософсько-публіцистичних праць «Українські хрестоносці» (1948), «Релігія і життя» (1948), «Післанництво українського народу» (1949), неопублікованої збірки «Балади про білі листи».
Окремі публікації:
- Лімниченко В. Білій Пані… — Прудентопіль : Видавництво оо. Василіян, 1977. — 219 с.
- Мельник В. Українські хрестоносці. — Мюнхен, 1948. — 64 с.
- Мельник В. (упорядник Луців В.) Прозові твори [Архівовано 31 грудня 2013 у Wayback Machine.]. — Бразилія, 1982[1]
- О. Василь Мельник (Василь Лімниченко). Релігія і життя (поезія, проза, драма, публіцистика, релігійні статті) / За заг. ред. проф. Р. Гром'яка. — Тернопіль, 1999. — 830 с.